# アウトバック・ステーキハウス
アウトバック・ステーキハウス（英: Outback Steakhouse）は、オーストラリアをモチーフにしたステーキレストラン。1988年2月にフロリダ州タンパにて創業、OSIレストランパートナーズによって2006年10月現在23か国に900店舗を展開している。メニューは世界共通のオリジナルレシピで作り上げて提供している。
ステーキのソース、サラダのドレッシングやクルトン、ベーコンビッツ、デザートのチョコレートソースに至るまで、料理の味の決め手となるものは全て店内で手作り。

## 日本での展開

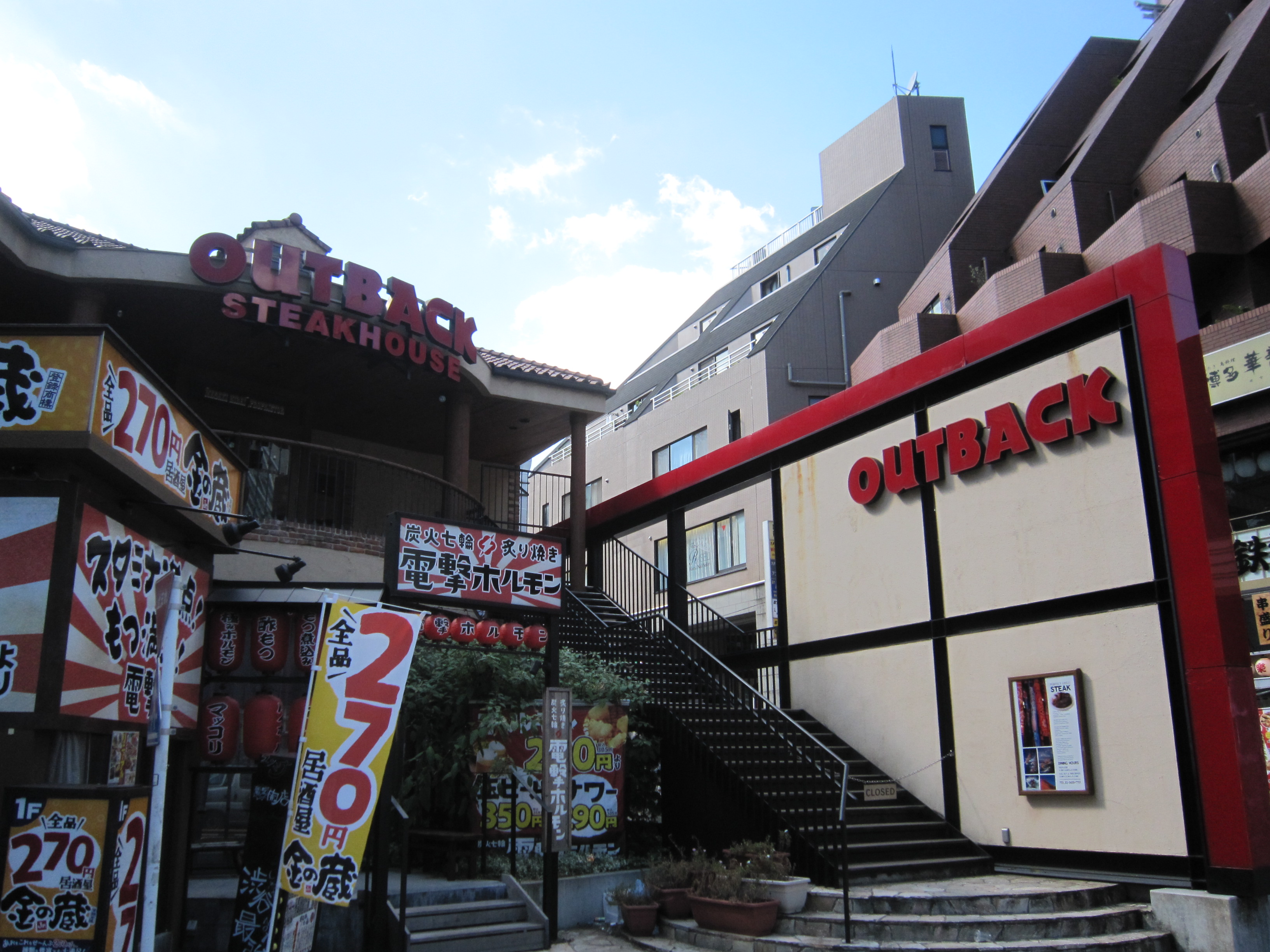
渋谷店

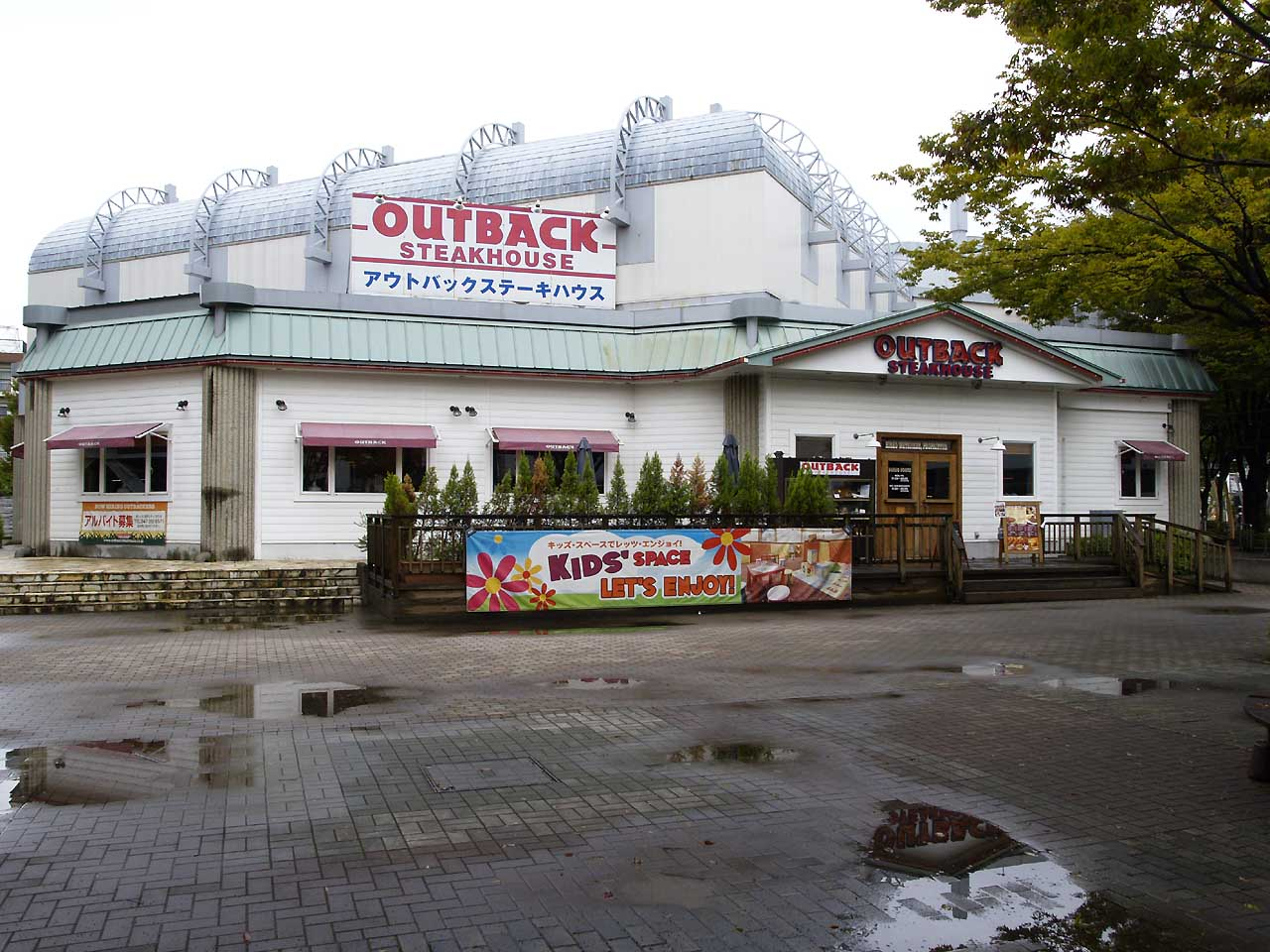
市川店

1999年に日本法人のアウトバックステーキハウスジャパンおよび子会社のオーエスカントーを設立、2000年4月に南町田駅前のグランベリーモールに1号店を出店（2017年2月12日閉店）。2022年12月現在、両社合わせて9店舗を擁する。
- 品川高輪店（京急EXイン高輪内）
- 品川港南店（品川駅港南口・品川グランドコモンズ内・太陽生命品川ビル）
- 渋谷店（渋谷センター街奥、ヨシモト∞ホール前）
- 池袋店（池袋駅東口、池袋とうきゅうビル7階）[2]
- 海老名店（海老名駅前ViNA WALK6番館）
- 幕張店（海浜幕張駅北口、メッセアミューズモール内）
- 舞浜店（舞浜駅南口、イクスピアリ内）
- 名古屋栄店（栄駅付近）
- 梅田店（北新地・堂島アバンザ地下１階）